# 三穂田町下守屋
三穂田町下守屋（みほたまち しももりや）は、福島県郡山市の大字である。郵便番号は963-0124。

## 地理
郡山市南西部の行政区である三穂田町に属する。北から東にかけ三穂田町富岡、南で須賀川市今泉、南から西にかけ須賀川市守屋とそれぞれ隣接する。概ね市町村制施行以前の安積郡下守屋村の流れを汲む地域である。一級水系阿武隈川水系笹原川上流域とその左岸支流である薬師川上流域を主な範囲とする。東側の平野部には水田が広がり、笹原川北側に集落が位置する。西側は山林が占めている。三穂田町富岡に所在する郡山警察署三穂田駐在所、および大槻町に所在する郡山消防署大槻基幹分署がそれぞれ管轄にあたる。

### 主な字
字
- 上豊舘
- 池田
- 築田
- 上白山
- 豊内
- 上田中

- 前田
- 竹ノ内
- 牛田
- 下豊舘
- 道木
- 舘ノ前

- 山ノ内
- 笄林
- 此旗前
- 壇ノ越山

### 山岳
- 妙見山

### 河川・湖沼
一級水系阿武隈川水系
- 笹原川
  - 薬師川（白山川支流）

## 歴史
- 1879年1月27日 - 旧二本松藩領下守屋村が福島県内における郡区町村制の施行により安積郡の村となる。
- 1889年4月1日 - 町村制の施行により下守屋村と富岡村、鍋山村との合併により安積郡三和村が発足する。旧下守屋村域は三和村の大字となる。
- 1955年3月10日 - 穂積村、安積町大字川田との合併により三穂田村が発足し、三穂田村の大字となる。
- 1965年5月1日 - 三穂田村が郡山市、安積郡全町村および田村郡田村町と合併し新たな郡山市が設立され、郡山市の大字となる。

## 世帯数と人口
2024年1月1日現在の世帯数と人口は以下の通りである。
| 大字           | 世帯数  | 人口  |
| -------------- | ------- | ----- |
| 三穂田町下守屋 | 116世帯 | 289人 |

## 小・中学校の学区
市立小・中学校に通う場合、学区は以下の通りとなる。
| 番地 | 小学校             | 中学校               |
| ---- | ------------------ | -------------------- |
| 全域 | 郡山市立三和小学校 | 郡山市立三穂田中学校 |

## 交通

### 道路
- 福島県道29号長沼喜久田線

## 施設等
- 宗福寺
- 八雲神社
- 笹原川千本桜